# 錢吉諾拉河
錢吉諾拉河（西班牙語：Río Changuinola），是巴拿馬的河流，位於該國西部，處於博卡斯德爾托羅省，河道全長110公里，流域面積3,202平方公里，發源自巴拿馬中部山脈，最終注入加勒比海。